# 圣瑞斯特-吕扎克
圣瑞斯特-吕扎克（法語：Saint-Just-Luzac，法語發音：[sɛ̃ ʒyst lyzak]）是法国滨海夏朗德省的一个市镇，位于该省西部，属于罗什福尔区。该市镇由圣瑞斯特（Saint-Just）和吕扎克（Luzac）等村庄组成。

## 地理
圣瑞斯特-吕扎克（45°48'6"N, 1°2'16"W）面积47.74 平方千米，位于法国新阿基坦大区滨海夏朗德省，该省份为法国西部滨海省份，北起旺代省，西临大西洋，南至吉倫特省，东南接多爾多涅省，东北接德塞夫勒省接壤，东临夏朗德省。
与圣瑞斯特-吕扎克接壤的市镇（或旧市镇、城区）包括：阿韦尔、拉格里普里-圣桑福里安、瑟德尔河畔尼约勒、圣让当格勒、圣索尔南、拉特朗布拉德、马雷讷-耶尔斯-布鲁阿日。
圣瑞斯特-吕扎克的时区为UTC+01:00、UTC+02:00（夏令时）。

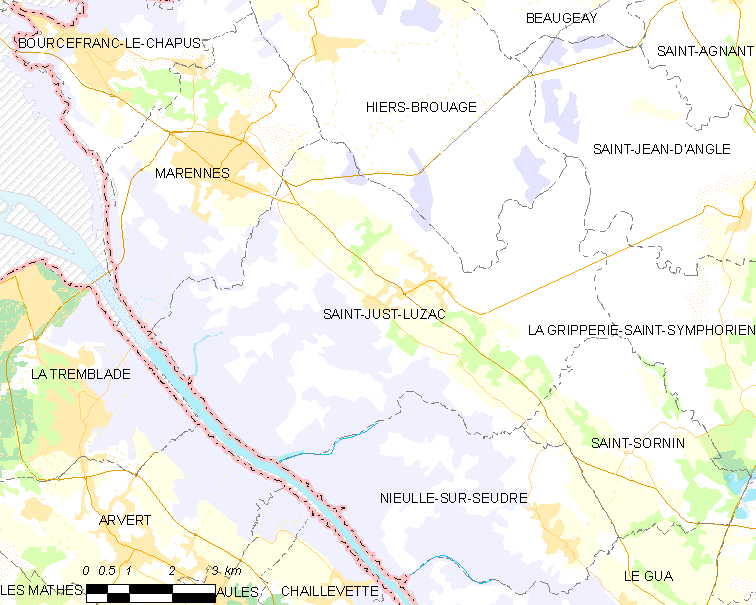
圣瑞斯特-吕扎克的OSM定位图

## 行政
圣瑞斯特-吕扎克的邮政编码为17320，INSEE市镇编码为17351。

## 政治
圣瑞斯特-吕扎克所属的省级选区为马雷讷县。

## 人口

1962-2008年间圣瑞斯特-吕扎克人口变化图示

圣瑞斯特-吕扎克于2022年1月1日时的人口数量为2100人。